# جنگل ملی هورون–منستی
جنگل ملی هورون-منستی (به انگلیسی: Huron-Manistee National Forests) یک مجموعه جنگل ملی در آمریکا است.
مساحت این جنگل ۴۰۵۰ کیلومتر مربع است و در ایالت میشیگان گسترده است.